# Democratiae
A Defensoria Pública passou a ser reconhecida constitucionalmente como expressão e instrumento do regime democrático pela Emenda Constitucional nº 80/2014, ou seja, instituição essencial não apenas à função jurisdicional do Estado, como também à democracia e ao regime republicano. 
Para Bheron Rocha, a Instituição converte-se a em um verdadeiro player democrático, que deve ser chamado aos debates sobre a formulação e implementação de políticas públicas, para que haja, de fato, democracia, devem ser dadas a todos os possivelmente afetados por uma decisão política ou jurídica as mesmas chances de participar do debate político, expressando a sua opinião.
A Defensoria Pública Amicus Democratiae tem o dever de se empenhar na busca ininterrupta pela consecução do exercício pleno dos direitos sociais e individuais, da liberdade, do bem-estar, da igualdade e da justiça, sendo responsável pela promoção dos direitos humanos e pelo asseguramento da dignidade das pessoas e da soberania do poder do povo, tudo em consonância com os papéis e as missões que lhes são reservados. 
São atuações da Defensoria Pública Amicus Democratiae, entre outras: (i) promover a difusão e a conscientização dos direitos humanos, da cidadania e do ordenamento jurídico1; (ii) participar, quando tiver assento, dos conselhos federais, estaduais e municipais afetos às temáticas institucionais2; (iii) convocar audiências públicas para discutir matérias relacionadas às suas funções institucionais3; (iv) propor a edição de normas ao Poder Legislativo e executivo; (v) participar dos debates de propostas legislativas; (vi) orientar por notas e pareceres a provação ou são ou veto de normas, especialmente que visem concretizar direitos e garantias fundamentais dos cidadãos, em especial dos vulneráveis.